# Hemidactylus leschenaultii
Hemidactylus leschenaultii är en ödleart som beskrevs av  Duméril och BIBRON 1836. Hemidactylus leschenaultii ingår i släktet Hemidactylus och familjen geckoödlor. Inga underarter finns listade i Catalogue of Life.